# ヨアキム・ベルイストロム
ヨアキム・ベルイストロム（スウェーデン語: Joachim Bergström、1972年1月27日 - ）は、スウェーデンの外交官、大使。駐日大使館、在サウジアラビア大使館、在アメリカ合衆国大使館での在外勤務や、本省の中東・北アフリカ局におけるイスラム協力機構（OIC）担当大使を経て、2019年7月18日、在朝鮮民主主義人民共和国大使を拝命する（信任状捧呈は12月12日）。2012年に、東京大学で博士（社会情報学）を取得している。2021年からは、在マレーシア大使として同国に赴任している。

## 駐朝大使として
ベルイストロムが駐朝大使として在任中の2019年10月15日、平壌市内の金日成競技場でサッカーW杯カタール大会2次予選の朝鮮対韓国戦が開催された。サッカー韓国男子代表の平壌遠征は金日成時代の1990年10月の親善試合以来で、約30年ぶりとなる歴史的な対戦であったにもかかわらず、一般観客や報道陣が入らない無観客、中継なしの試合となり、観戦者はジャンニ・インファンティーノ国際サッカー連盟（FIFA）会長などごく一部の者に限られた。しばしば暴力的なプレーの多さが取沙汰される韓国サッカーだが、この試合では韓国のお家芸を奪う形で朝鮮代表が積極的にラフプレーを仕掛けた。数少ない観戦者のうちの一人であったベルイストロム大使は、その様子を撮影した動画をツイッターにアップロードして、「子供たちの前で喧嘩しないでください。でも今日は競技場に誰もいないね」と独りごちた。また、同月17日には、日本語で「子供たちの前で喧嘩しないでください。」とツイートした。
2019年12月12日、万寿台議事堂で最高人民会議常任委員会の崔竜海委員長に信任状を捧呈し、駐朝大使として正式に着任した。

## 論文
- 国境を越える記憶 : 1990年から2000年までの国際メディアにおける「従軍慰安婦」の歴程と表現[5]（2012年1月12日、東京大学の博士論文）[13]